# 아연
아연(영어: Zinc 징크[*],亞鉛←일본어: 亜鉛 아엔[*])은 화학 원소로 기호는 Zn(←라틴어: Zincum 징쿰[*]), 원자 번호는 30이다. 아연의 가장 일반적인 산화 상태는 +2이다. 사용량 기준으로 철, 알루미늄, 구리에 이어 네 번째로 중요한 금속으로 꼽힌다.
실온에서 약간 부서지기 쉬운 금속이며, 산화가 제거되면 반짝이는 회색 외관을 가진다. 주기율표 12족(IIB)의 첫 번째 원소이다. 어떤 측면에서 아연은 화학적으로 마그네슘과 유사하다. 두 원소 모두 하나의 정상적인 산화 상태(+2)만 나타내며 Zn2+ 및 Mg2+ 이온은 비슷한 크기이다. 아연은 지각에서 24번째로 풍부한 원소이며 5개의 안정 동위원소라는 특징을 지닌다. 가장 흔한 아연 광석은 황화 아연 광물인 섬아연석(아연 혼합)이다. 작업 가능한 가장 큰 광맥은 호주, 아시아 및 미국에 있다. 아연은 광석의 거품 부유, 로스팅 및 전기를 사용한 최종 추출(전기채취)을 통해 정제된다.
아연은 인간, 동물, 식물 및 미생물에 필수적인 미량 원소이며 출생 전 및 출생 후 발달에 필요하다. 이는 철 다음으로 인간에게 두 번째로 풍부한 미량 금속이며 모든 효소 종류에 나타나는 유일한 금속이다. 아연은 또한 많은 효소의 중요한 보조 인자이기 때문에 산호 성장에 필수적인 영양소 요소이다.
아연 결핍은 개발도상국의 약 20억 명에게 영향을 미치며 많은 질병과 관련이 있다. 어린이의 경우 결핍은 성장 지연, 성적 성숙 지연, 감염 감수성 및 설사를 유발한다. 반응 중심에 아연 원자가 있는 효소는 인간의 알코올 탈수소효소와 같이 생화학에 널리 퍼져 있다. 아연을 과잉 섭취하면 운동실조, 무기력증, 구리 결핍이 발생할 수 있다. 해양 생물군계, 특히 극지방 내에서 아연 결핍은 일차 조류 군집의 활력을 손상시켜 잠재적으로 복잡한 해양 영양 구조를 불안정하게 만들고 결과적으로 생물 다양성에 영향을 미칠 수 있다.
구리와 아연을 다양한 비율로 합금한 황동은 기원전 3천년 전부터 에게해 지역과 현재 이라크, 아랍에미리트, 칼미키아, 투르크메니스탄, 조지아가 포함된 지역에서 사용되었다. 기원전 2000년경에는 현재 서인도, 우즈베키스탄, 이란, 시리아, 이라크, 이스라엘을 포함한 지역에서 사용되었다. 아연 금속은 고대 로마인과 그리스인에게 알려졌지만 인도에서는 12세기까지 대규모로 생산되지 않았다. 라자스탄의 광산은 아연 생산이 기원전 6세기로 거슬러 올라간다는 확실한 증거를 제공한다. 현재까지 순수 아연에 대한 가장 오래된 증거는 순수 아연을 만들기 위해 증류 공정이 사용되었던 서기 9세기 초 라자스탄의 자와르(Zawar)에서 나왔다. 연금술사들은 아연을 공기 중에서 태워서 "철학자의 양모" 또는 "하얀 눈"이라고 부르는 것을 형성했다.
이 원소는 연금술사 파라셀수스(Paracelsus)가 독일어 단어 Zinke(갈래, 치아)를 따서 명명했을 것으로 본다. 독일의 화학자 안드레아스 지기스문트 마르그라프(Andreas Sigismund Marggraf)는 1746년 순수 금속 아연을 발견한 것으로 알려져 있다. 루이지 갈바니와 알레산드로 볼타의 연구는 1800년까지 아연의 전기화학적 특성을 밝혀냈다. 철의 부식 방지 아연 도금(용융 아연도금)은 아연의 주요 응용 분야이다. 다른 응용 분야로는 전기 배터리, 소형 비구조 주조물, 황동과 같은 합금이 있다. 탄산아연 및 글루콘산아연(식이보충제), 염화아연(탈취제), 아연 피리티온(비듬 방지 샴푸), 황화아연(발광 페인트), 디메틸아연 또는 디에틸아연과 같은 다양한 아연 화합물이 유기 실험실에서 일반적으로 사용된다.

## 주요 성질
아연은 청색을 띤 회색의 금속이다. 아연은 산, 알칼리, 금속에 반응한다. 100 °C(212 °F)부터 210 °C(410 °F) 사이의 온도에서 전성과 연성이 매우 크며, 210 °C(410 °F)를 넘거나 실온에서는 금속이 부서지고 두들기면 가루가 된다. 비자성이며 모스 굳기는 2.5이다. 습한 공기 중에는 표면만 산화되며 이로 인해 내부가 보호된다.(그래서 산화될 가능성이 높은 수도관 등을 아연으로 도금하기도 한다.) 공기 중에서 내식성은 아연의 순도가 높으면 높을수록 좋다고 한다. 공기 중에서 가열하면 흰색의 불꽃을 내며 탄 후, 녹색의 산화물이 된다. 적열 상태에서는 물을 분해해 수소를 발생시키기도 한다.

## 인체 내에서 역할
인체 내에서 아연은 세포를 구성하고 생리적인 기능을 다루는 대표적인 무기물 중 하나이다. 임신한 여성에게 아연이 부족하게 되면 기형아나 저체중아를 낳을 수 있다. 아연이 부족할 경우 성장발육에 문제가 있게 되며, 아연을 과잉섭취하게 되어도 미네랄 불균형이 생기어 사망 확률도 있다. 한편 셀레늄처럼 아연은 효소(enzyme)의 보조인자(cofactor)로 작용하여 효소의 기능을 완수하도록하는 것으로 알려져 있다.

## 식물 내에서 역할
식물체 내에서의 아연은 식물체 내에서 발생하는 유해한 활성산소를 제거하는 효소 구성 성분으로, 망가니즈나 마그네슘 등과 같이 효소를 활성화시키는 역할을 한다.
- 결핍 시 현상
  - 단백질 합성이 억제되어 엽록체에 그라나의 발육이 나빠지고 동시에 액포가 발생한다.
  - 식물의 잎에는 갈색의 작은 반점이 나타나고 잎이 작아지면서 생육이 저해된다.
  - 잎맥과 잎맥 사이에 황백화 현상이 나타나서 담녹색이나 흰색에 가까운 황색을 띤다.

## 제조 방법

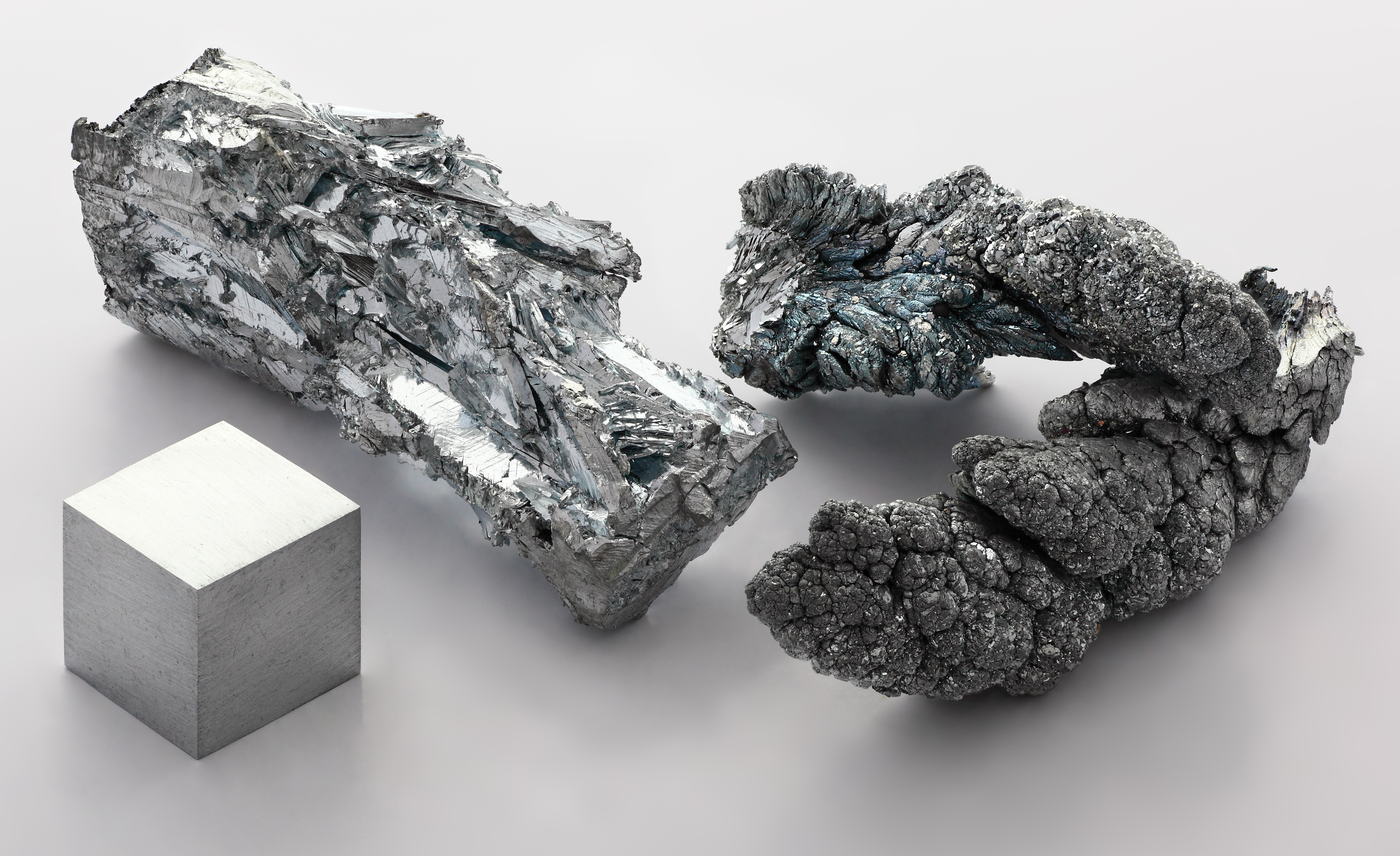
아연 결정.

아연광석에는 다른 금속의 황화물 등의 불순물이 다량으로 함유되어 있으므로(아연 함유량은 보통 4～10%), 부유선광을 통해 아연 함유량을 60% 정도로 높인 다음, 이 광석을 융해점 419.5 °C 이하에서 가열하는 건식증류법 (乾式蒸溜法) 또는 습식제련법(濕式製鍊法)으로 제련하여 고순도의 아연을 만든다.

## 사용
국내 경북 봉화, 강원 정선, 충북 제천·괴산 및 중국, 미국, 호주 등에서 생산되는 아연은
- 아연은 부식작용을 막기 위해 강철 제품에 도금할 때 사용된다.
- 아연은 파커라이징 금속에 부식과 녹이 스는 것을 막는 데 사용된다.
- 아연은 놋쇠를 합금하고, 타이프라이터 금속과 다양한 은색 니켈에도 사용되며 납땜할 때도 쓰인다.
- 아연은 1982년부터 미국의 1센트 주화를 주조할 때 주요한 금속이다.
- 아연은 자동차 산업에서 주목할 만한 다이캐스팅에 사용되었다.
- 아연은 용기에 배터리의 한 부분으로 사용되었다. 주로 만연된 전지에 양극으로 사용되었다.
- 아연은 양극, 연료 공기 아연배터리/연료 전지는 공기아연배터리 이론화에 기초를 제공한다.
- 아연은 배, 보트에 바닷물에 닿는 금속의 부식을 막는 것과 음극선에 사용되는 전기 방전용으로 사용된다.